# 捷克斯洛伐克国家安全局
捷克斯洛伐克国家安全局（捷克語：Státní bezpečnost）是1945年至1990年解体前捷克斯洛伐克共产党政权的秘密便衣警察组织，承担了情报和反情报工作，以打击任何可能威胁该国共产党政权的活动并遏制来自西方的影响。该组织曾与巴勒斯坦解放组织一同支持意大利极左恐怖组织红色旅，红色旅于1978年绑架并杀害了意大利总理阿尔多·莫罗。